# Locomotora de vapor

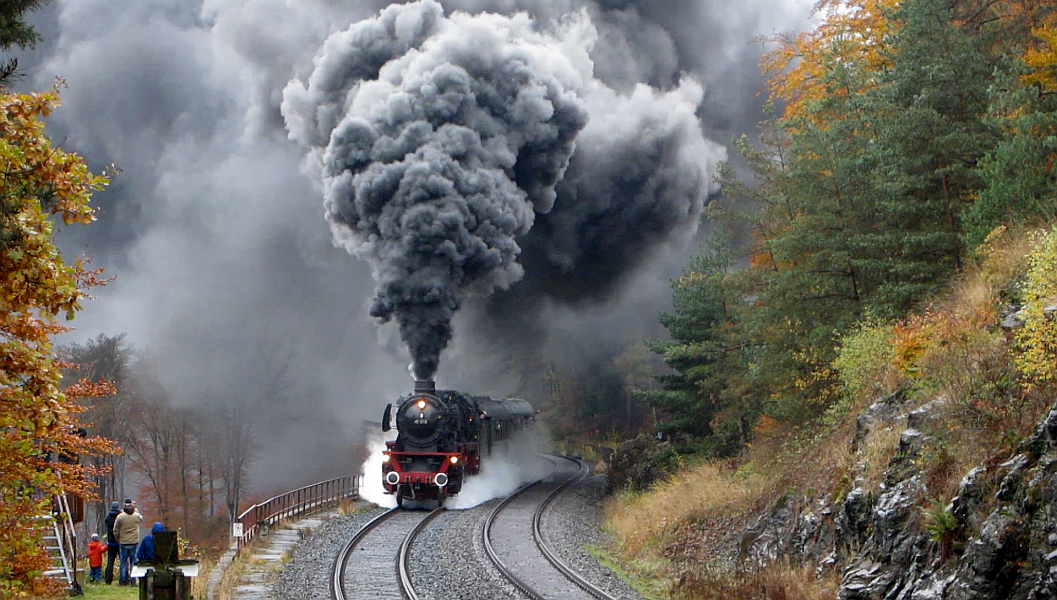
Locomotora 41 018 de la Deutsche Reichsbahn

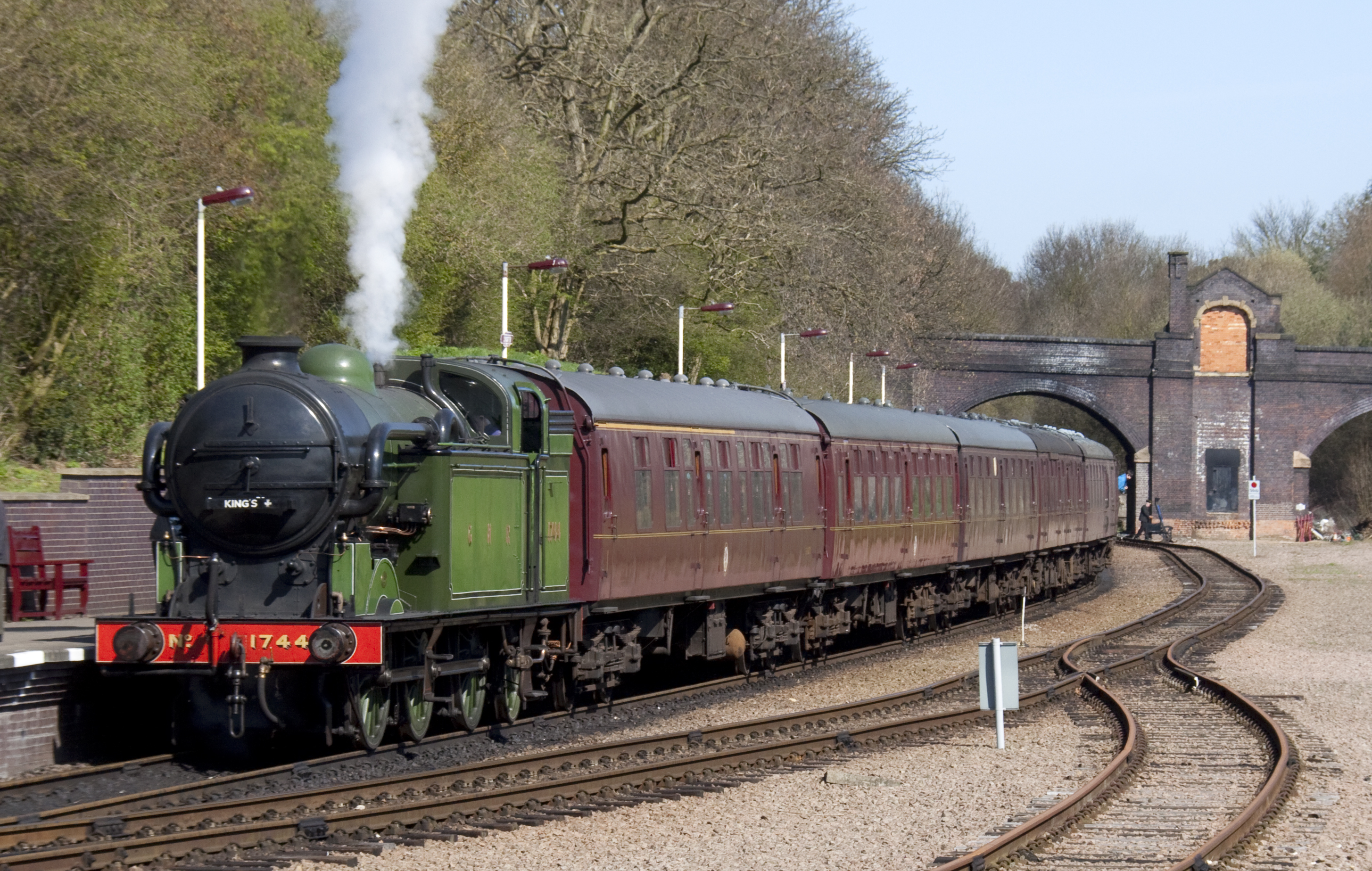
Locomotora de vapor británica.

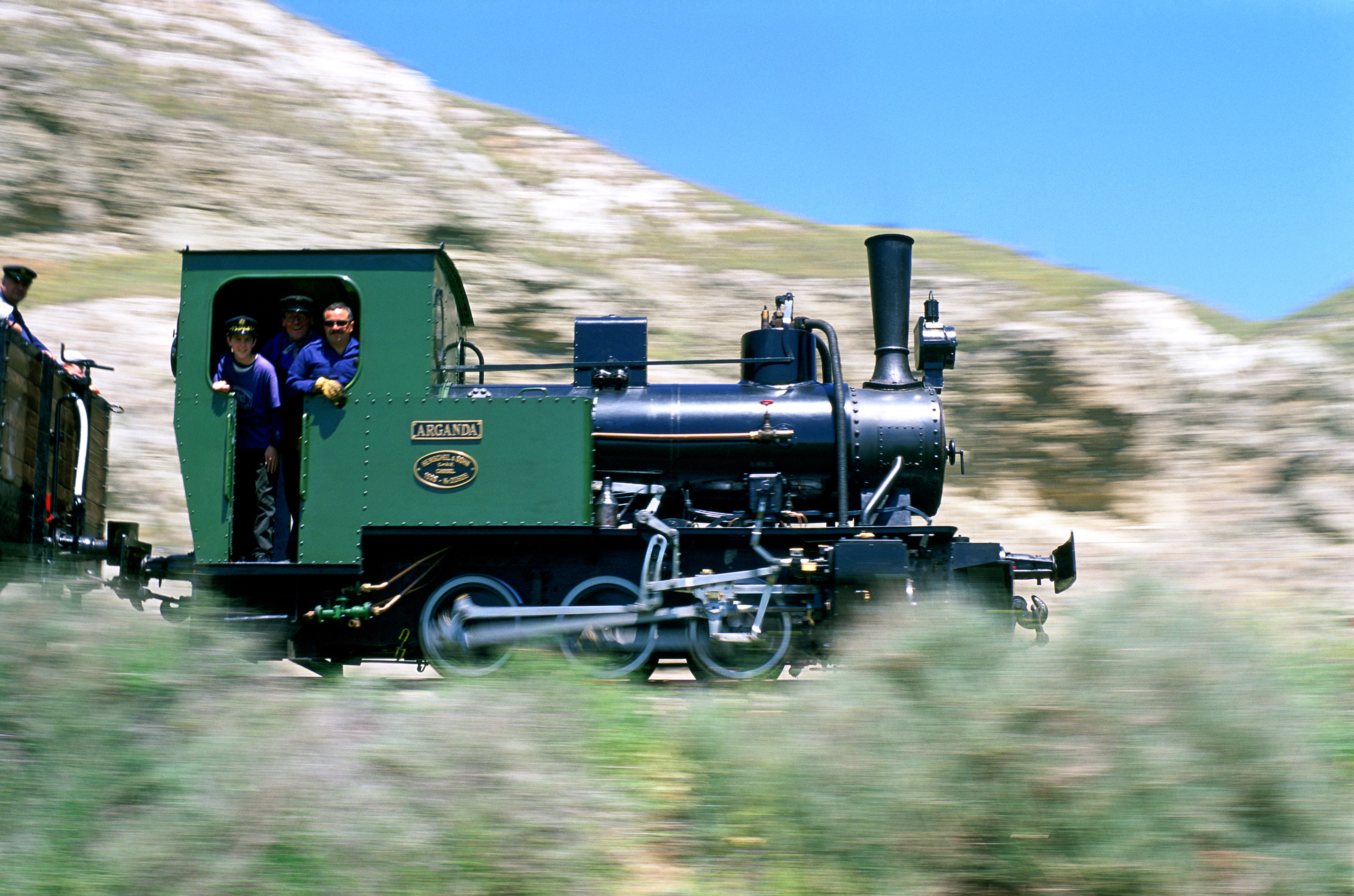
Locomotora Henschel Arganda, año 1925. Es una locomotora de vapor-carbón, que funciona en un ferrocarril turístico en la Comunidad de Madrid, España.

Una locomotora de vapor o locomotora a vapor es un tipo de locomotora impulsada por la acción del vapor de agua. Era la forma dominante de tracción en los ferrocarriles, hasta que a mediados del siglo XX fueron reemplazadas por las locomotoras diésel y eléctricas.

## Origen

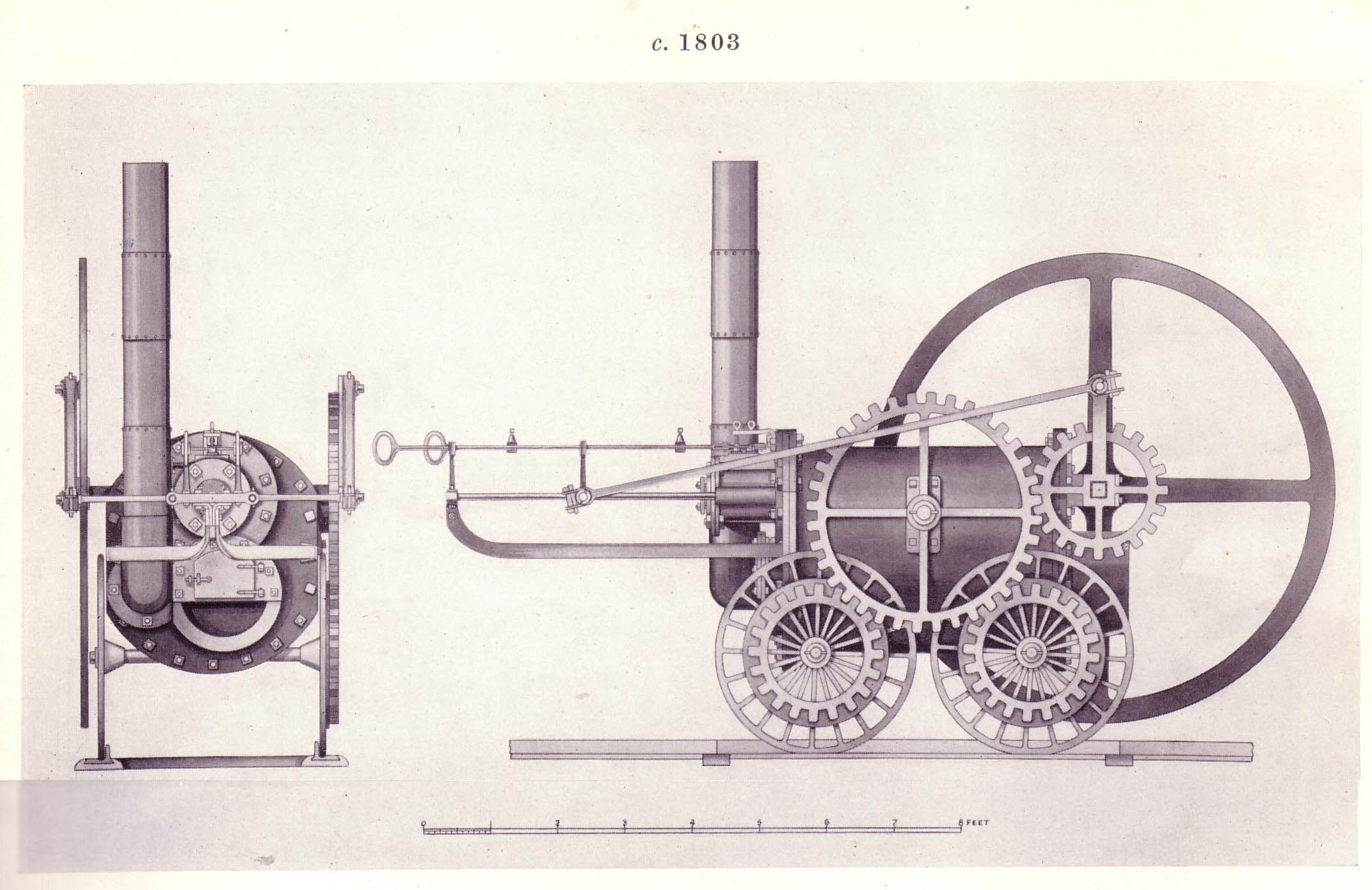
Dibujo de la locomotora de Trevithick de 1802.

Los primeros ferrocarriles empleaban caballerías para arrastrar carros sobre rieles. Cuando se desarrollaron las máquinas de vapor, se trató de aplicarlas al ferrocarril. Los primeros intentos tuvieron lugar en Gran Bretaña; así, por ejemplo, Richard Trevithick construyó una locomotora en 1804, 22 años antes de la máquina de George Stephenson. 
Esta máquina tenía un solo cilindro, disponía de un volante de inercia y la transmisión de fuerza a las ruedas se realizaba por engranajes. La locomotora de Trevithick no fue incorporada al ferrocarril debido a que los raíles de hierro fundido no soportaron el peso de la máquina y se dañaron en los tres viajes de prueba realizados entre las minas de hierro de Penydarren y el canal Methry-Cardiff. 

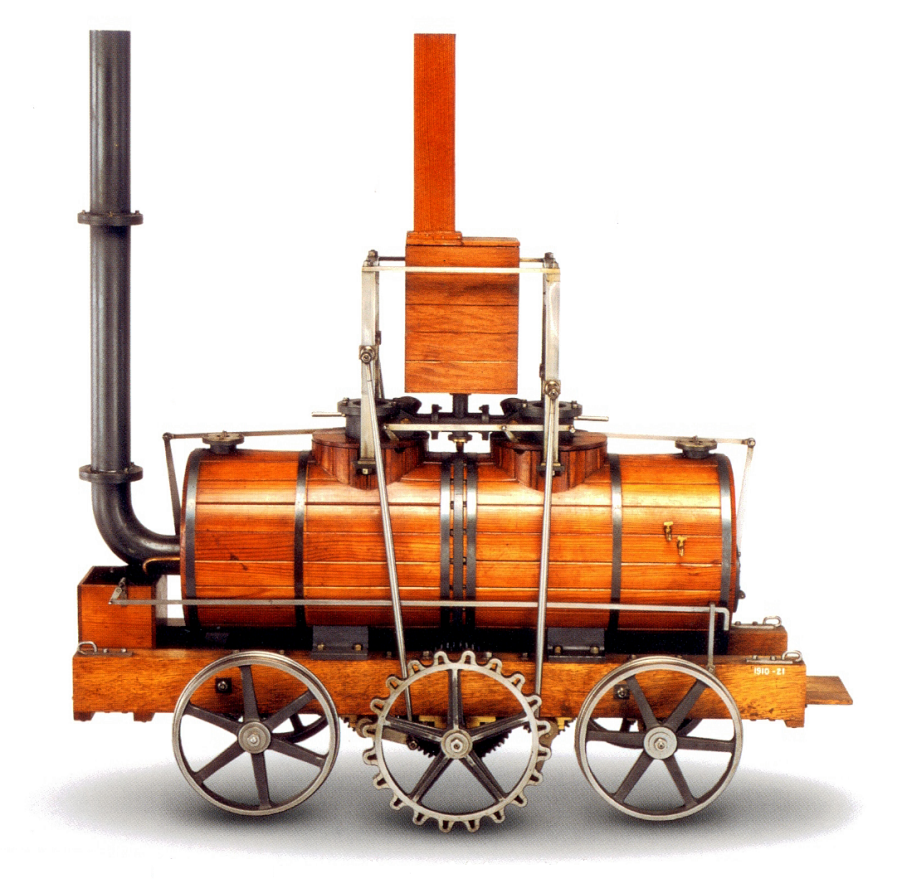
La Salamanca, primera locomotora de cremallera de John Blenkinsop

Se continuó utilizando la fuerza animal para el arrastre de los vagones, hasta que la escasez de caballos y sus altos costos a consecuencia de las guerras napoleónicas obligó a volver la mirada otra vez hacia las locomotoras. En 1811 John Blenkinsop patentó el sistema de cremallera para locomotora. Finalmente en 1812 Matthew Murray diseñó y construyó la locomotora Salamanca en los talleres Feton, Murray and Wood. 
La locomotora disponía por primera vez de dos cilindros y montaba el sistema de cremallera patentado por John Blenkinsop, solucionando el problema de peso de la máquina. Si la locomotora era demasiado ligera no tenía suficiente adherencia, sus ruedas motrices patinaban y no conseguía arrastrar la carga. Por el contrario, si la máquina pesaba demasiado, mejoraba la adherencia pero dañaba los raíles. La Salamanca solucionaba estos inconvenientes. 

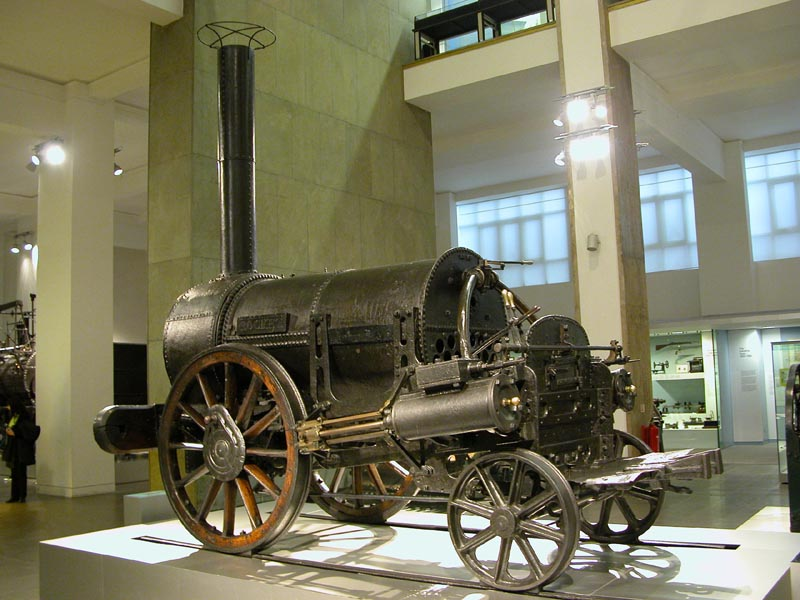
Locomotora The Rocket, preservada en el Museo de Ciencias de Londres

En 1826 se inició la construcción de la primera línea férrea del mundo entre dos ciudades: el Ferrocarril de Liverpool y Mánchester. El proyecto de la línea se encargó a George Stephenson, que tenía experiencia en el diseño de ferrocarriles de minas. En 1829 todavía no se había decidido el tipo de tracción de los vagones. Las locomotoras empleadas en las minas eran lentas y poco fiables, con frecuentes explosiones. Esa fue la razón de que inicialmente se propusiera el proyecto de disponer de 30 máquinas fijas repartidas a lo largo del recorrido, una por cada kilómetro, que por medio de sogas arrastrarían los vagones.
El 6 de octubre de 1829 se realizó un concurso en Rainhill para determinar si las locomotoras eran adecuadas para la tracción en la nueva línea. El ganador se llevaría 500 libras esterlinas y un lugar en la historia. Muchos proyectos como el "Cycloped" (un artilugio de tracción animal construido por Thomas Shaw Brandreth) o la locomotora "Perseverance" de Timothy Burstall (que no alcanzó la velocidad mínima exigida), tuvieron una presencia testimonial en la prueba.  
Finalmente compitieron tres locomotoras, la "The Rocket" de George y Robert Stephenson (padre e hijo), la "Sans Pareil" de Timothy Hackworth y la "Novelty" del sueco John Ericsson y del británico John Braithwaite. La ganadora fue la "Rocket" porque sus rivales no consiguieron terminar la prueba por avería en las máquinas, como la "Sans Pareil" que tenía un cilindro defectuoso construido en los talleres de Stephenson. A pesar de esta anomalía, la "Sans Pareil" fue más rápida que sus competidoras. De esta manera la "Rocket" pasó a la historia no por ser la primera o la mejor, sino por ganar las pruebas de Rainhill. 
Fue la primera locomotora moderna de vapor que introdujo varias innovaciones, que luego fueron empleadas en casi todas las locomotoras construidas desde entonces. Así, empleaba una caldera multitubular, que fue idea de Henry Booth, mucho más eficaz para transferir el calor de los gases de la combustión al agua. Las calderas anteriores consistían en una sola tubería rodeada de agua. También utilizaba una tobera de salida del vapor de escape para crear un vacío parcial que tirara del aire que alimentaba el fuego.

## Forma básica

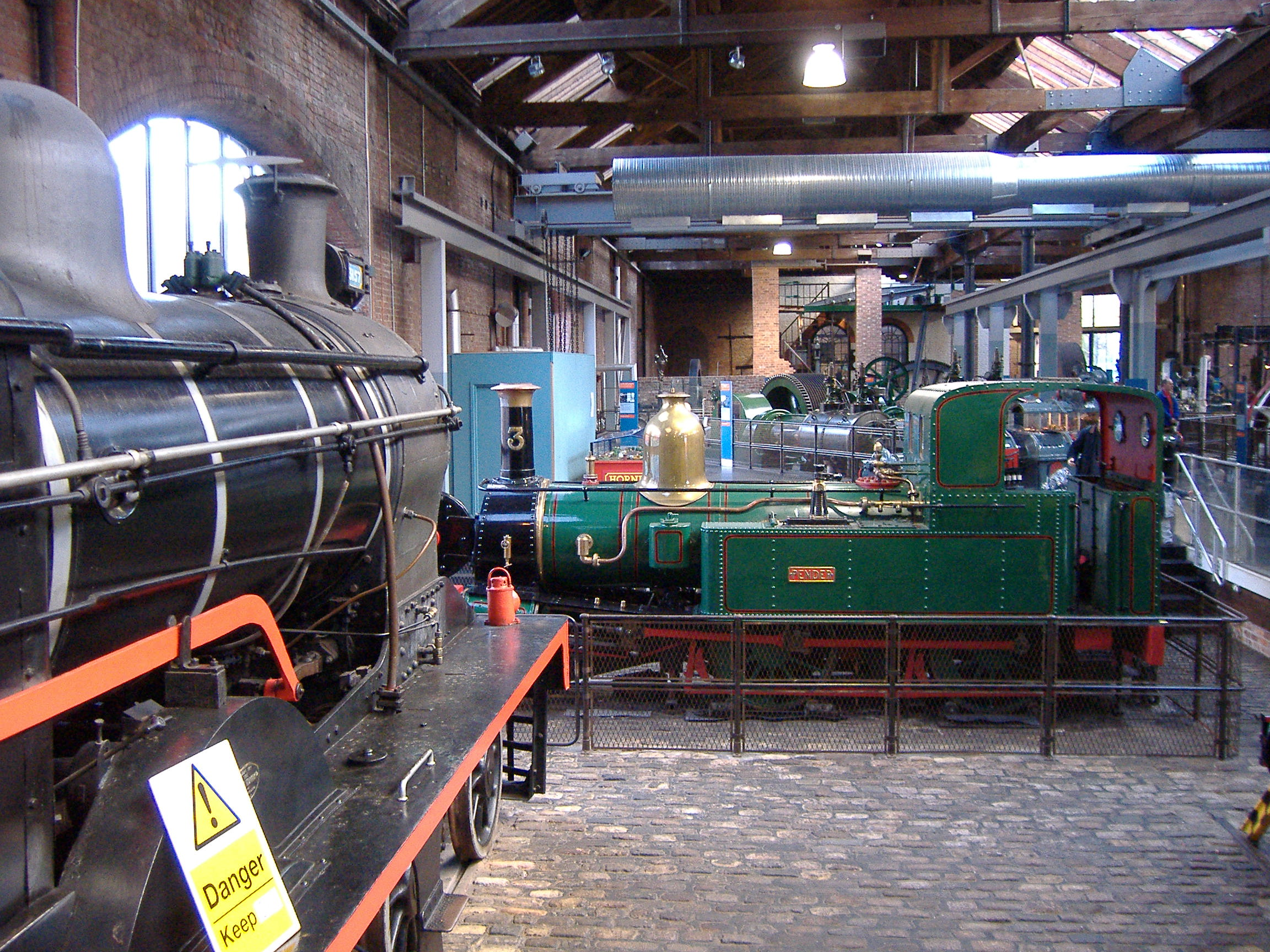
Dos locomotoras de vapor. Pintada en verde, la máquina número 3 seccionada por el otro lado.

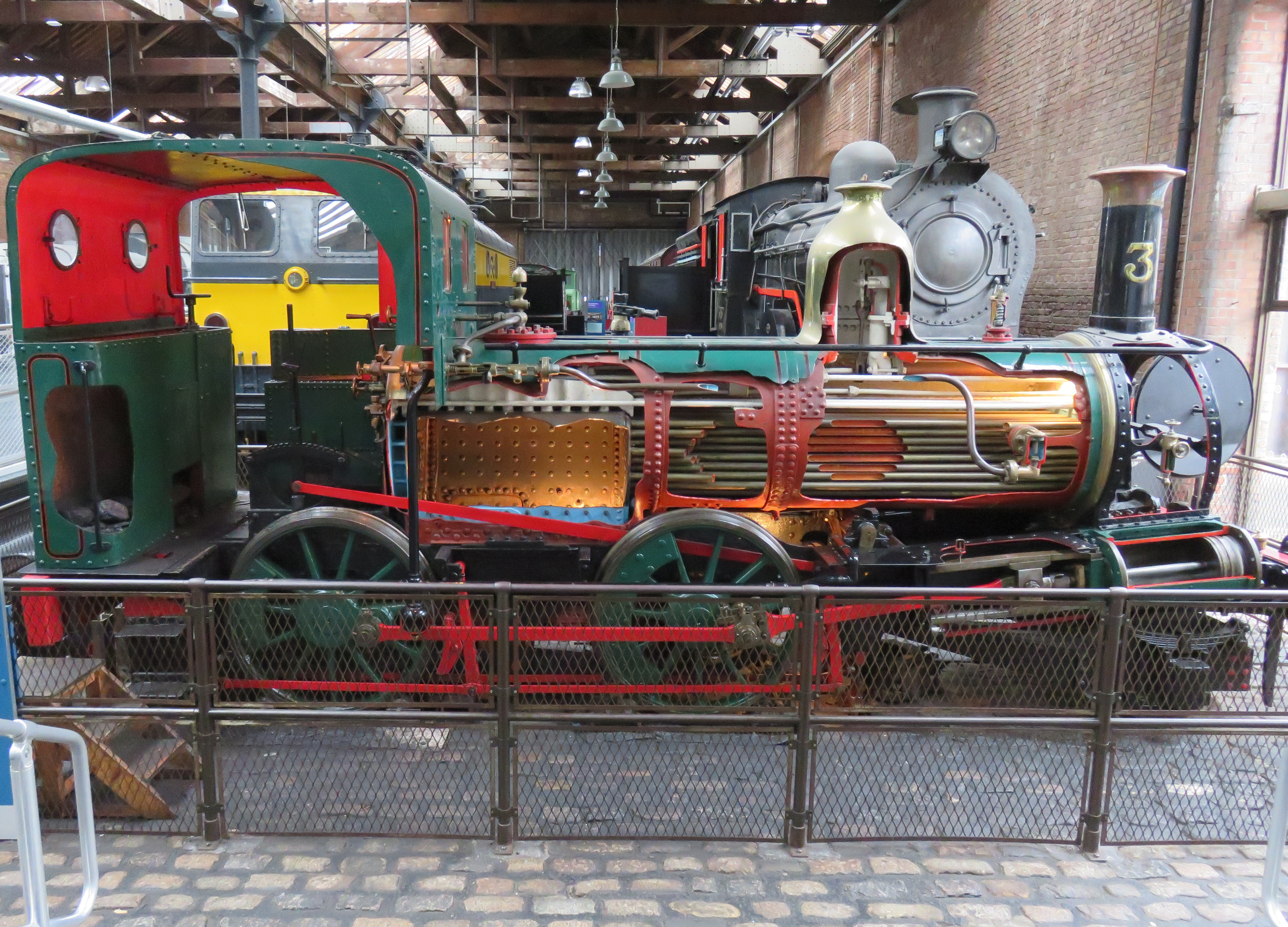
Corte de locomotora Beyer Peacock de 1873.

La locomotora de vapor emplea una caldera horizontal cilíndrica con el hogar en la parte posterior, parcialmente dentro de la cabina que protege a los operarios de las inclemencias meteorológicas. El hogar es el lugar donde se quema el combustible. Está formado por cuatro paredes laterales y un techo al que se denomina cielo. En la base se encuentra la parrilla o quemador, sobre el que se deposita el combustible, y bajo la parrilla, una caja para recoger las cenizas o cenicero y la boca por la que entra el aire para la combustión. Los humos del hogar salen por una serie de tubos situados longitudinalmente dentro de la caldera y rodeados de agua, a la que transmiten el calor. El conjunto de tubos se denomina haz tubular, y algunos de mayor diámetro contienen en su interior otros más finos por los que discurre vapor para ser recalentado y aumentar así la potencia de la locomotora. En la parte frontal de la caldera se encuentra la caja de humos, a donde va a parar el humo tras haber pasado por los tubos del haz, antes de salir por la chimenea, que sobresale en la parte superior. El vapor se recoge en la parte más alta de la caldera, bien sea a través de un tubo perforado, situado por encima del nivel del agua, o bien en un domo (cúpula en la parte superior). El vapor sale de la caldera a través de una válvula reguladora, conocida también como "regulador".
Cuando el regulador está abierto, el vapor se dirige por el tubo de admisión al motor. Allí entra en primer lugar en la denominada caja del vapor o capilla de la distribución, donde una pieza móvil, la corredera, al deslizarse alternativamente a uno y otro lado, hace que el vapor se dirija, a su vez, alternativamente a uno y otro lado del pistón dentro del cilindro del vapor, en el que entra a través de las lumbreras de admisión y tras expandirse, la propia corredera lo dirige hacia la lumbrera de escape. Esto ocasiona un movimiento alternativo de vaivén del pistón, a uno y otro lado, que acciona así la rueda motriz principal a través de una barra, también llamada vástago del pistón. Este vástago está guiado por una cruceta que impide que los esfuerzos laterales recaigan sobre el pistón. A la vez el vástago se articula con el pie de biela. Esta biela va conectada en el otro extremo a una clavija excéntrica en la rueda motriz principal, a la que hace girar mediante un movimiento de manivela. La corredera, auténtica válvula de distribución del vapor en el motor, se acciona a través de un conjunto de barras articuladas: el mecanismo de accionamiento de la distribución del vapor, que es ajustable para controlar el sentido de la marcha y el corte de la admisión. El punto de corte de la admisión del vapor determina durante qué proporción del recorrido del pistón se admite vapor dentro del cilindro. Así, por ejemplo, un punto de corte al 50% indica que se admite vapor solo durante la mitad del recorrido del pistón. Durante el resto del recorrido, el pistón resulta impulsado por la fuerza expansiva del vapor que quedó dentro del cilindro. Un uso inteligente del corte de la admisión ahorra vapor y, por lo tanto, también combustible y agua. El corte de la admisión se controla desde la cabina por medio de la palanca inversora, que también sirve para cambiar el sentido de la marcha y que desempeña, en cierto modo, una función análoga a la palanca de cambios de un automóvil.

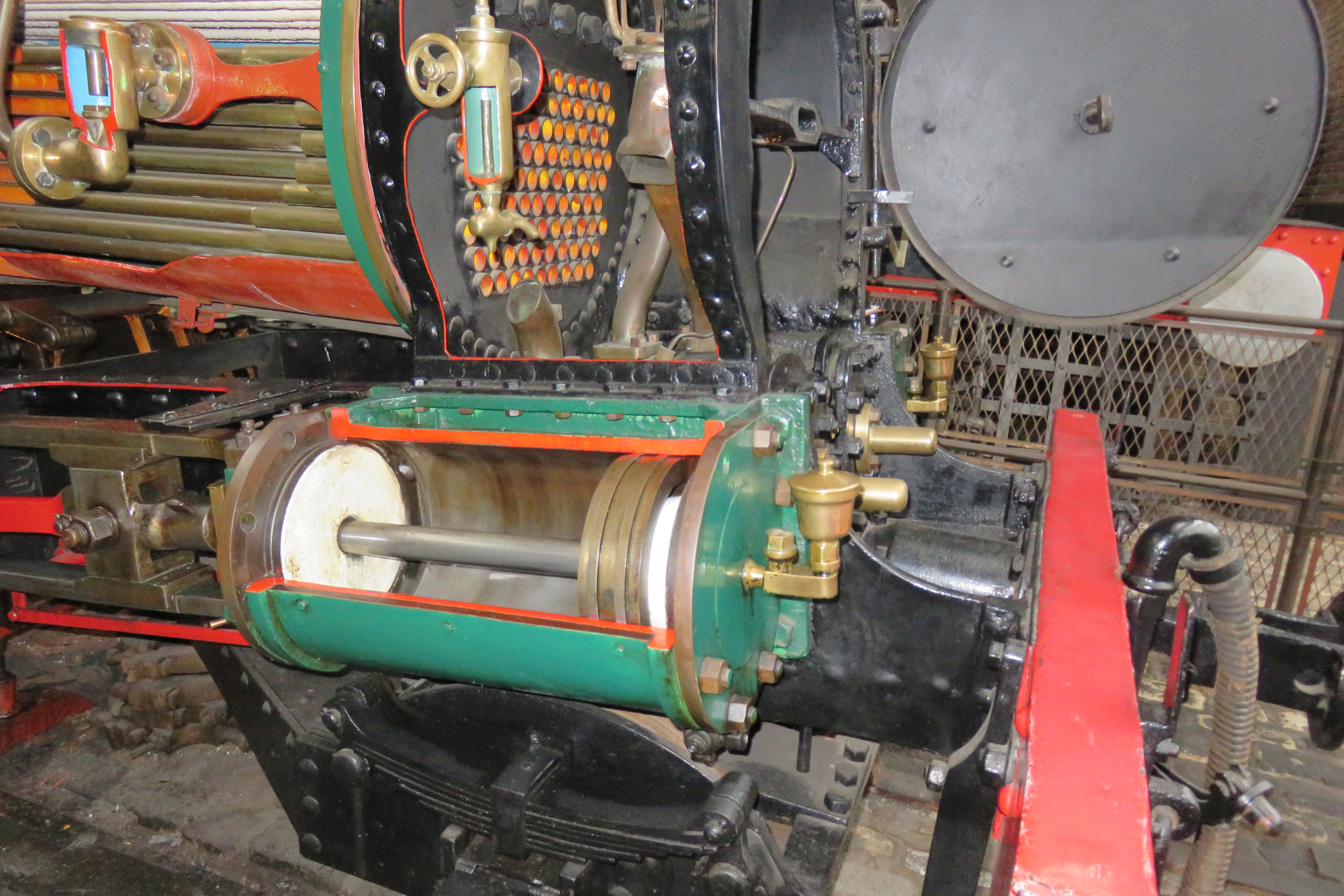
Corte del cilindro en la misma locomotora Beyer Peacock.

El vapor que escapa del cilindro después de haber impulsado el pistón, va a la caja de humos, donde se libera a través de una boquilla o tobera enfocada a la chimenea, por donde sale junto con el humo, creando un vacío al salir, que favorece el tiro del hogar. Las ráfagas sucesivas del vapor de escape son las que producen el característico sonido "chuf, chuf" de las locomotoras de vapor. Una locomotora de vapor posee normalmente dos cilindros, uno a cada lado. Las hay también que disponen de tres y de cuatro. Los cilindros actúan por parejas, existiendo un desfase de 90 grados entre el accionamiento de la rueda motriz de un lado y su homóloga del lado opuesto, proporcionando cuatro golpes de potencia en cada revolución de las ruedas. Las ruedas de la tracción están conectadas en cada lado por barras de conexión o de acoplamiento que transmiten la fuerza desde la rueda motriz principal a las otras ruedas motrices, a las que también se denomina ruedas acopladas. En las de tres cilindros, uno de ellos va en posición central, bajo la caldera, y su biela acciona uno de los ejes motrices, que ha de tener forma de cigüeñal.
La caldera descansa sobre un armazón denominado bastidor o chasis, en el que se montan también los cilindros y que a su vez descansa sobre los ejes. Los ejes motrices se montan sobre cojinetes que pueden desplazarse arriba y abajo en el bastidor. Están conectados a él por medio de ballestas o, menos frecuentemente, por suspensiones de muelles, que permiten a los ejes cierto grado de movimiento independiente para suavizar el efecto de los altibajos de la vía. Muchas locomotoras tienen carretones de cabeza o de cola denominados bogies, que son unos ensamblados de dos ejes y cuatro ruedas con su propio chasis y suspensión, que soportan el cuerpo principal de un vagón o una locomotora en cada uno de sus extremos, y permiten un cierto grado de rotación en torno a un eje vertical, para facilitar así el tránsito del vagón o locomotora por las curvas.
Cuando el bogie está formado por un solo eje, se denomina bisel, porque su invención se atribuye al estadounidense Levi Bissell en 1857. En las locomotoras medianas se utilizó un bisel delantero y en las más grandes un bogie de dos ejes. En la parte trasera era más frecuente montar un bisel que un bogie porque dejaba más espacio para el cenicero.
La mayoría de las locomotoras van acopladas a un ténder, que transporta el agua y el combustible; pero otras llevan el combustible y el agua directamente en la propia máquina, llamadas locomotoras tanque, por los prominentes tanques para el agua en la parte superior o más comúnmente en los costados de la caldera. El agua de los tanques es llevada a la caldera mediante un flujo en tubería  que permite recircular el agua del tanque a la caldera .
Desde sus comienzos, el combustible predominante fue el carbón, aunque también se usó la madera en zonas rurales y en empresas madereras. El bagazo que queda después de extraer el jugo de la caña de azúcar se empleó en las empresas dedicadas al cultivo y obtención del azúcar de caña. Cuando el petróleo comenzó a utilizarse de forma habitual, se empleó el fuel oil en las locomotoras de algunas zonas.
Una locomotora de vapor se maneja con un equipo de dos personas. Una, el maquinista, que es responsable de controlar la locomotora y el tren en su conjunto; la otra, el fogonero, responsable del fuego, la presión y el agua.

Otros detalles del corte didáctico de la locomotora Beyer Peacock & Company de 1873. Mánchester, Science and Industry Museum.

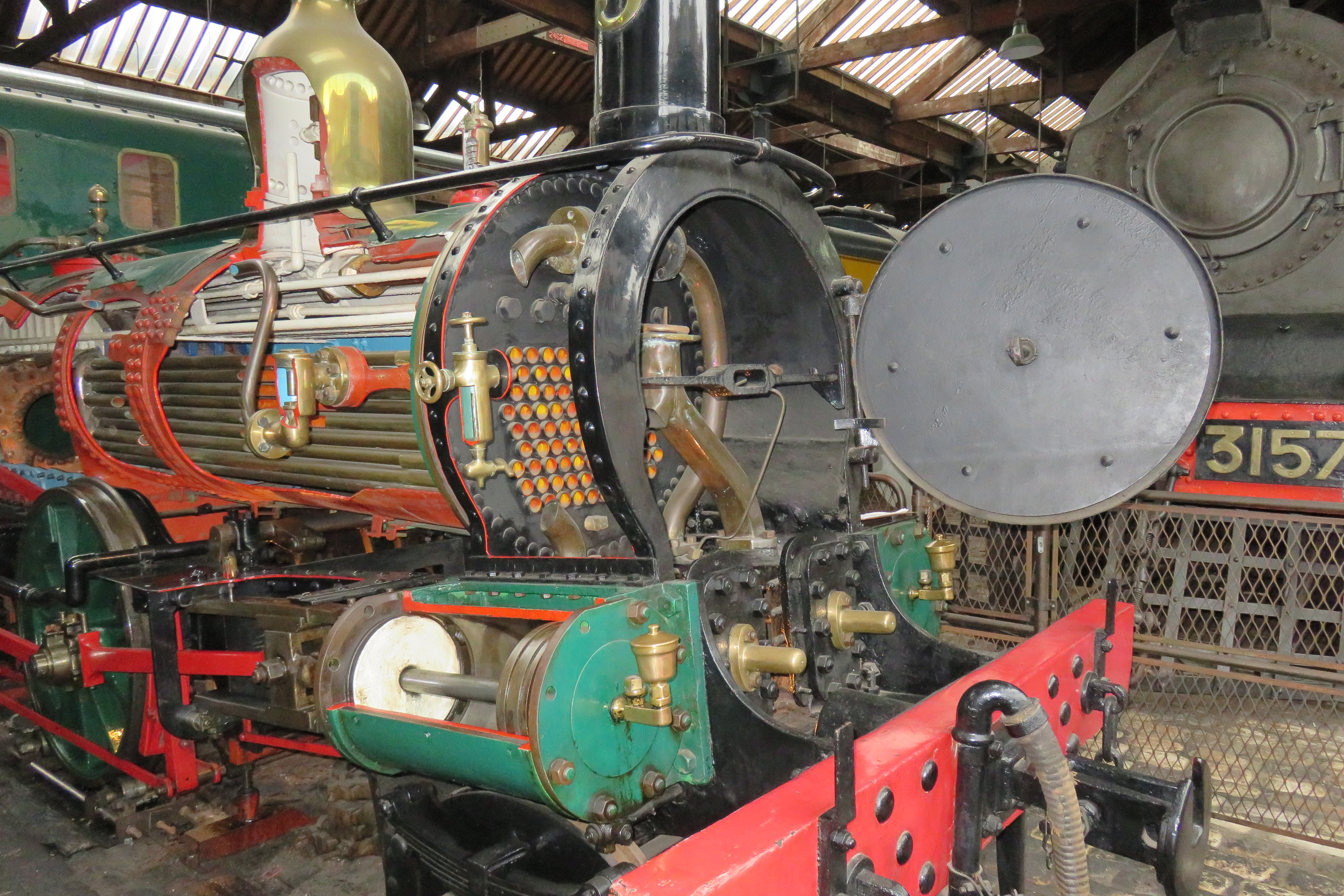
Caja de humos y cilindro.
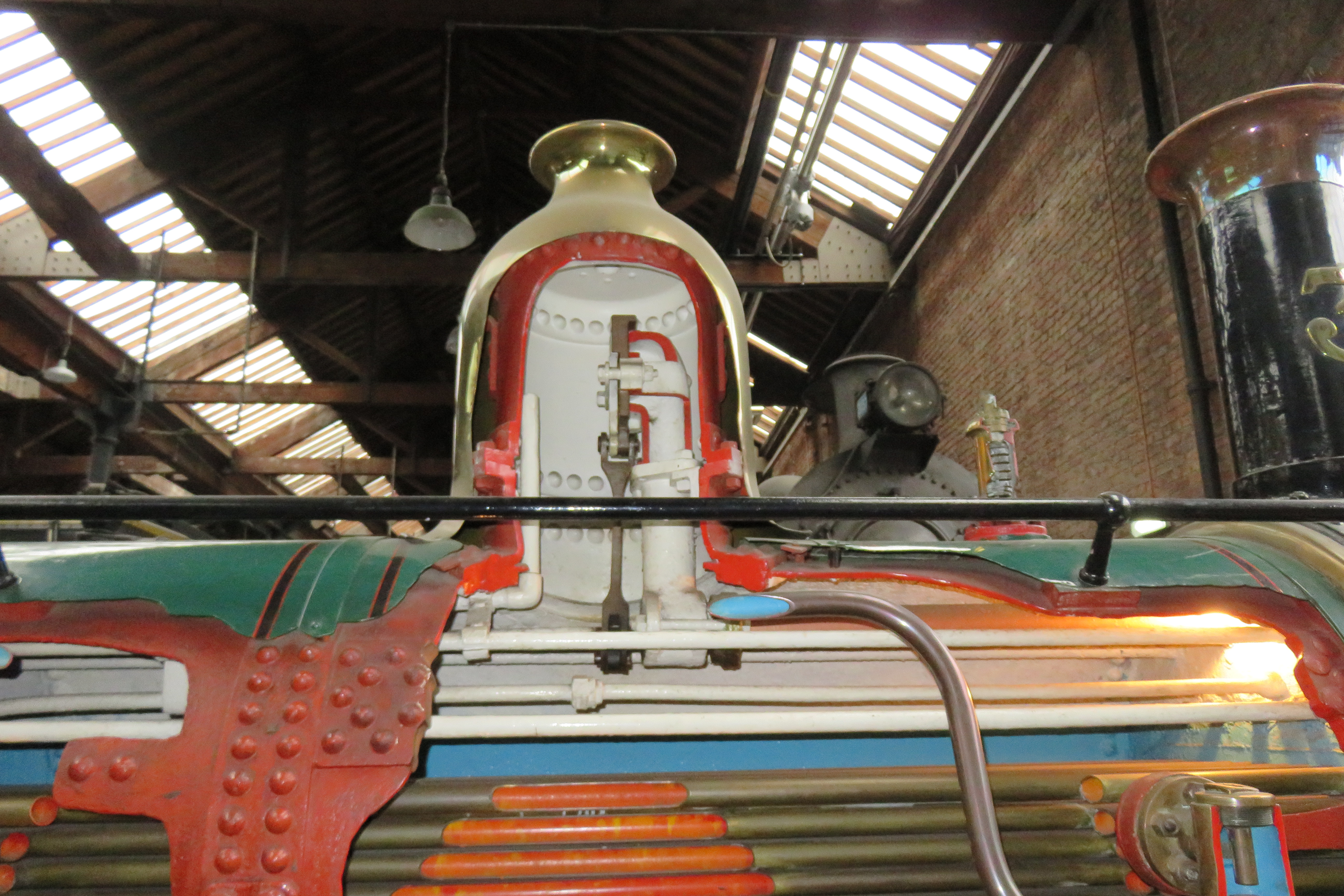
Corte del domo donde se acumula el vapor.
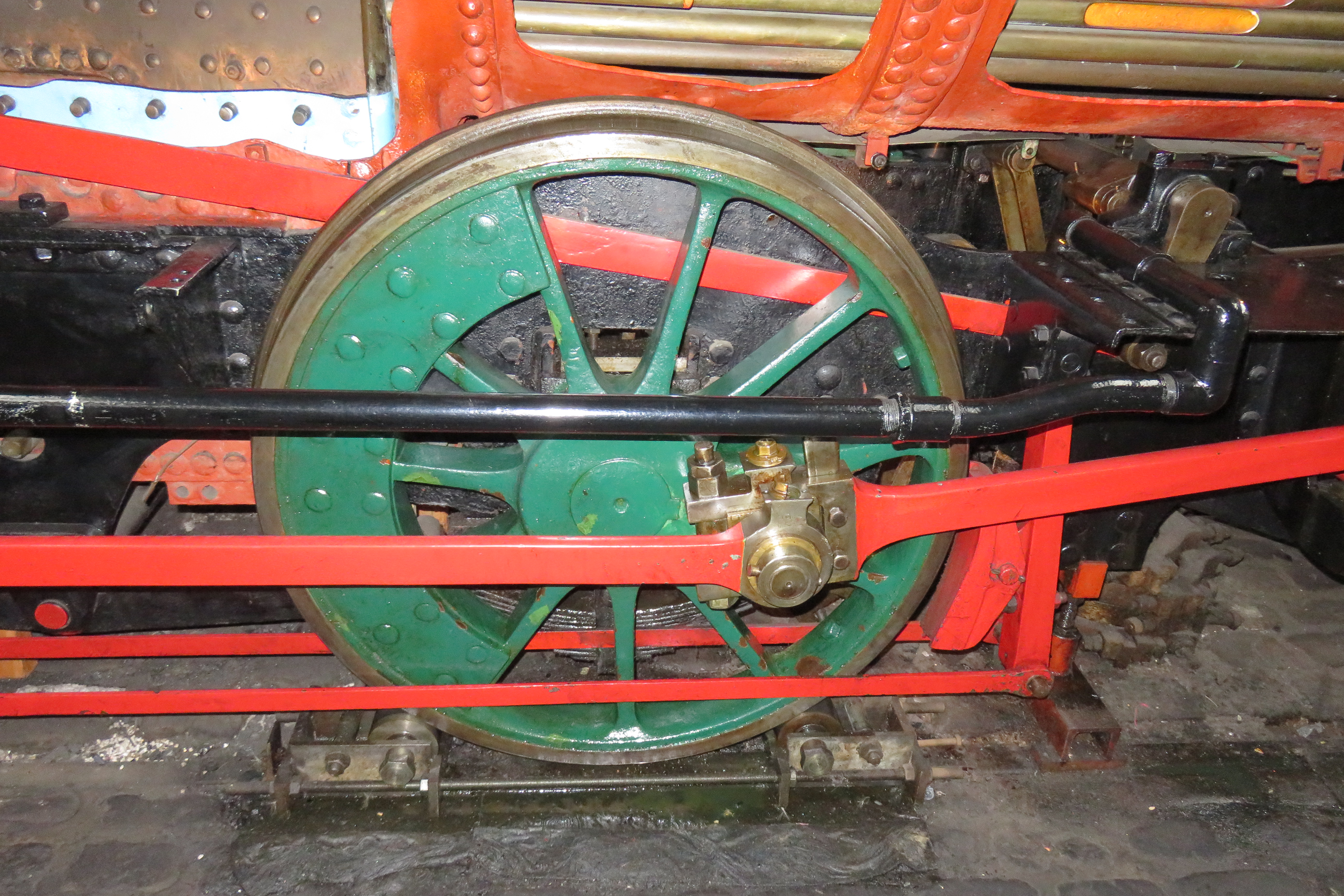
Rueda motora o de tracción.

## Dispositivos adicionales

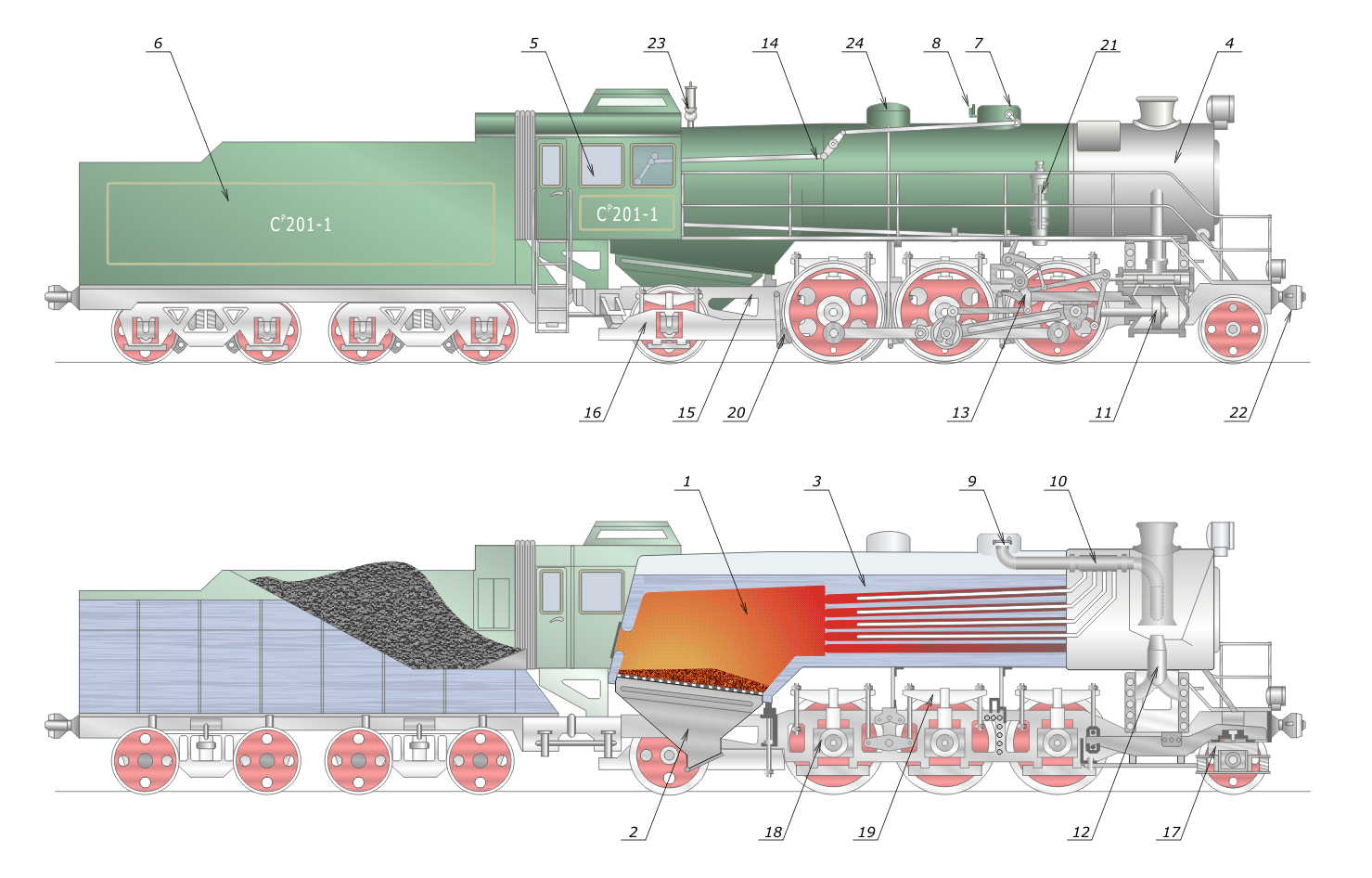
Esquema de una locomotora de vapor.
1. Hogar
2. Cenicero
3. Agua (interior de la caldera)
4. Caja de humos
5. Cabina
6. Ténder
7. Domo del vapor
8. Válvula de seguridad
9. Regulador
10. Cabecera del recalentador en el conducto principal del vapor
11. Pistón
12. Tobera de salida de vapor
13. Mecanismo de accionamiento de la distribución
14. Palanca de accionamiento del regulador
15. Bastidor
16. Bisel posterior
17. Bisel anterior
18. Cojinete y eje de rueda motriz
19. Ballesta
20. Zapata de freno
21. Bomba para el freno de aire
22. Enganche
23. Silbato
24. Arenero

Casi todas las locomotoras van equipadas con una serie de dispositivos. Algunos se necesitan para el funcionamiento de la máquina de vapor, mientras que otros están relacionados con la señalización, el control del tren u otros propósitos. Los más típicos son los siguientes:

### Bombas de vapor e inyectores

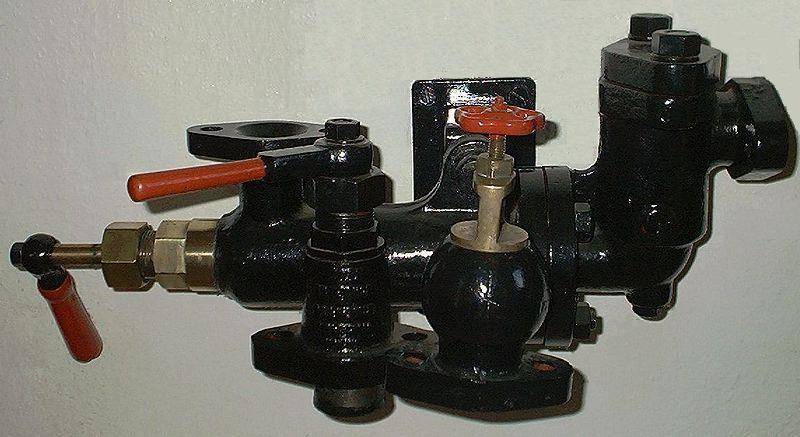
Inyector.

En las calderas de las máquinas de vapor, el nivel de agua disminuye al ir consumiéndose el vapor para accionar el pistón. Se necesita algún dispositivo para forzar al agua a entrar en la caldera venciendo la presión que reina en su interior. Las primeras locomotoras utilizaron bombas accionadas por los movimientos de los pistones; más adelante se emplearon inyectores de vapor y algunas máquinas usan turbo bombas. Lo más habitual era disponer dos sistemas independientes para suministrar agua a la caldera. Un tubo vertical de vidrio, el indicador de nivel, mostraba el nivel de agua de la caldera.

### Recalentador
A partir de 1900 comenzó a utilizarse vapor recalentado en las locomotoras. La forma habitual de conseguirlo era conducir el vapor desde el domo a una cabecera del recalentador, dentro de la caja de humos. El vapor se dirige desde allí por un grupo de tubos delgados, que discurren por el interior de tubos de humo gruesos, dentro de la caldera, para volver luego a una segunda cabecera del recalentador, desde donde se envía a los cilindros. El recalentamiento produjo un aumento enorme de la eficiencia y constituyó la norma en las locomotoras de vapor del siglo XX.

### Regulador
El dispositivo con el que el maquinista regula la cantidad de vapor que pasa de la caldera a las válvulas de distribución se denomina regulador. Los hay de dos tipos:

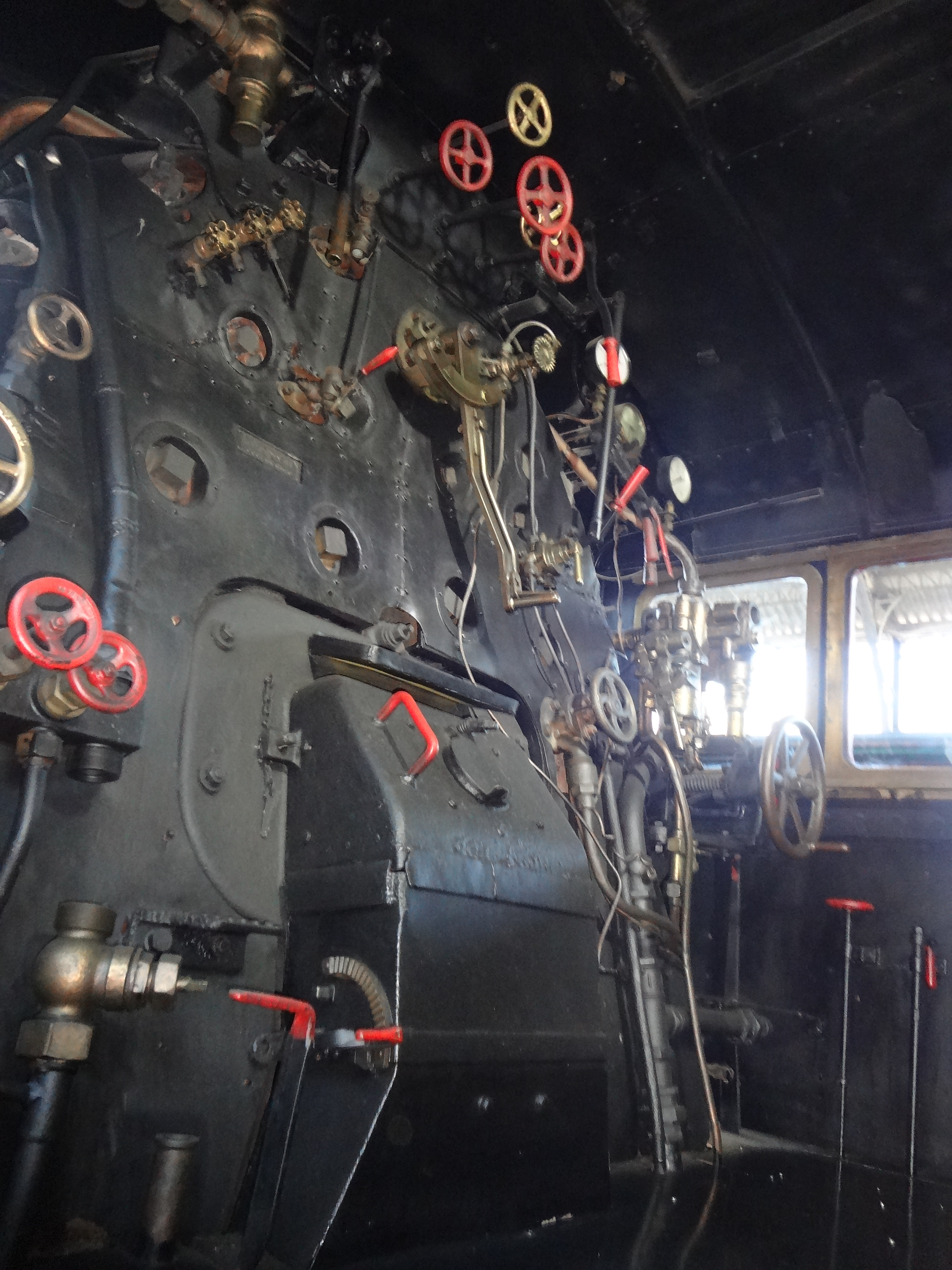
Regulador.

- Reguladores de corredera;
- Reguladores de válvula.

### Ventilador o soplador
En la caja de humos, el vapor expulsado por los cilindros que sale por la tobera de escape hacia la chimenea produce una depresión que es transmitida a través de los tubos calentadores de la caldera hasta el hogar, avivando el fuego. Cuando la locomotora marcha con el regulador cerrado o está parada, no hay vapor de escape, siendo nula la generación de depresión, el fuego del hogar baja su intensidad, disminuye la cantidad de vapor producido y por ende cae la presión en la caldera.
Para evitar este inconveniente está el ventilador, que consiste en un tubo en torno a la tobera de escape con unos orificios a su alrededor. El tubo está conectado a una toma de vapor vivo y es gobernado por la válvula del ventilador, instalada en la cabina. Cuando es accionada, sale por los orificios del ventilador un cono de vapor procedente de la caldera directamente que origina nuevamente la depresión.
Otras aplicaciones del ventilador son cuando se procede al encendido de la caldera, para poder avivar el fuego y conseguir alcanzar presión más rápidamente. 
Además, sirve para evitar el efecto de contrapresión o rebufo que se produce al cerrar el regulador con la puerta de la caldera abierta, saliendo el fuego por esta. Al abrir el ventilador y mantenerlo encendido antes de cerrar el regulador se evita este peligroso efecto para el personal de cabina.

### Purgas
Son unas válvulas dispuestas en ambos extremos de los cilindros y en la parte inferior. Permiten evacuar el agua condensada durante las paradas o arrastrada por el vapor. Generalmente son accionadas manualmente por una palanca situada en la cabina, aunque en algunas locomotoras se utilizaron purgadores automáticos.

### Cargador automático de carbón
Un factor limitante de la potencia era el ritmo al que podía añadirse el combustible al fuego. Las locomotoras de principios del siglo XX eran tan grandes en algunos países que el fogonero no podía palear el carbón con suficiente rapidez. En Estados Unidos se introdujeron varios tipos de cargadores mecánicos accionados por el vapor y se convirtieron en equipamiento estándar al final de la era del vapor. Unos de estos sistemas consiste en un tornillo sin fin, que va desde el ténder del tren al fuego del hogar. El tornillo gira y arrastra con él el carbón, que va a parar dentro de la locomotora, con lo cual le ahorra una cantidad importante de trabajo al fogonero y proporcionaba más potencia a la máquina.

### Calentadores de agua
Introducir agua fría en una caldera reducía la potencia y hacia el final de la era del vapor se emplearon calentadores que extraían calor residual del vapor de escape y aumentaban la temperatura del agua con que se alimentaba a la caldera. El empleo de inyectores de vapor vivo y de vapor de escape también colaboraba en el precalentamiento del agua y reducía el choque térmico que podía experimentar la caldera si se introdujera directamente el agua fría.

### Condensadores
Las locomotoras de vapor consumían enormes cantidades de agua y reponerlas era un problema de logística constante. En algunas áreas desérticas se emplearon máquinas condensadoras. Tenían enormes radiadores en los ténderes a los que se enviaba el vapor de escape. Allí se convertía en agua líquida con la que se rellenaba el ténder. Estas máquinas se emplearon particularmente en el desierto de Karoo. Cuando se usaban condensadores era necesario tener cuidado de que el aceite que lubricaba el cilindro se separara del agua que iba a volver a la caldera, para evitar el fenómeno conocido como "cebado". Se producía este cuando el agua hirviendo de la caldera se tornaba espumosa a causa del aceite y podía pasar así en forma no gaseosa a los cilindros, dañándolos gravemente a causa de su incompresibilidad.
Las técnicas para reducir la temperatura mediante el cambio en la humedad ambiental, es decir, la mezcla aire vapor, fue la base del acondicionado de aire (psicrometría).

### Freno

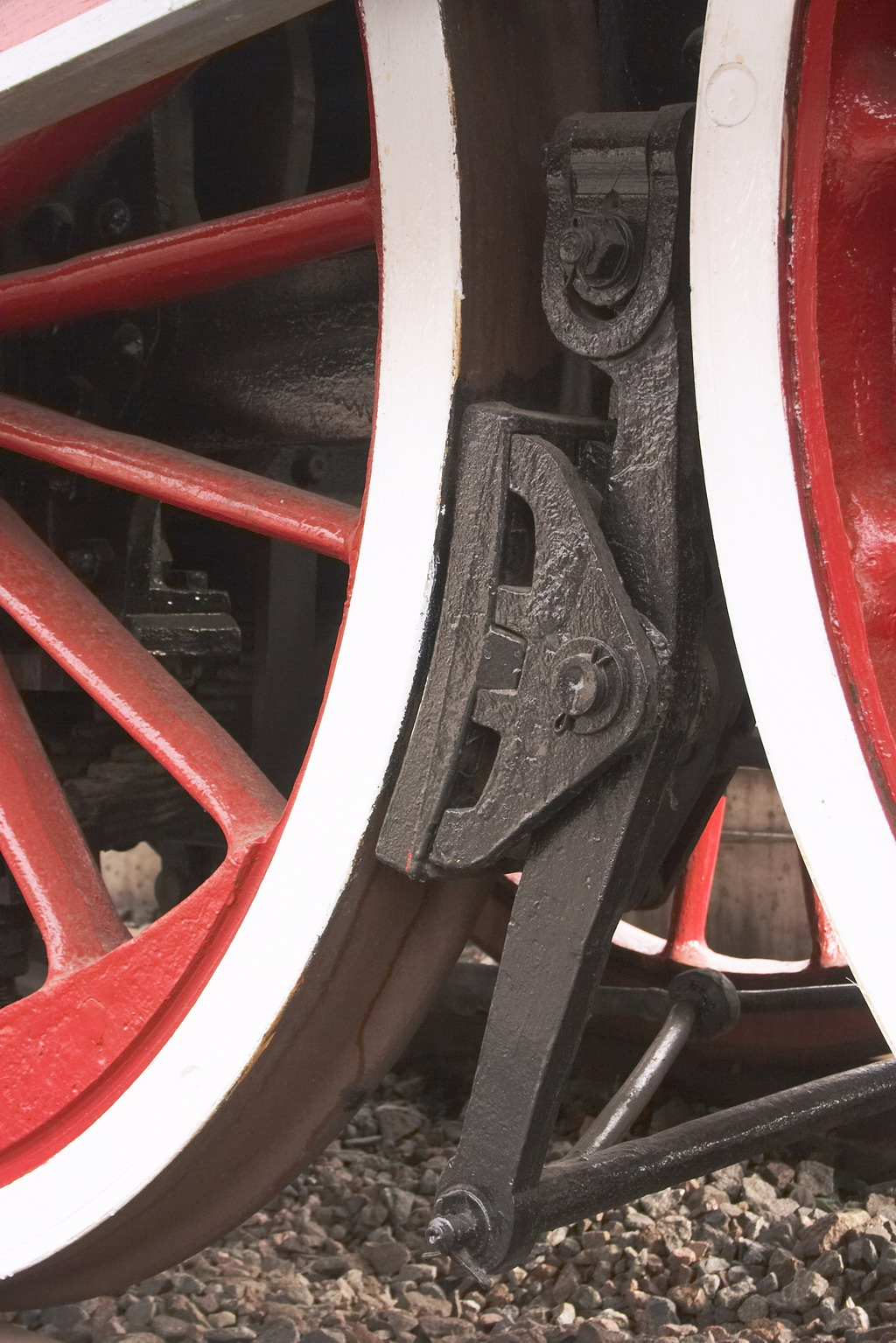
Zapata de freno.

Las locomotoras tenían su propio sistema de frenado, independiente del resto del tren. Utilizaban grandes zapatas que presionaban contra la superficie de las ruedas motrices. Con la aparición del freno de aire, un sistema independiente permitía al maquinista controlar el frenado de todos los coches. Este sistema requería bombas accionadas por el vapor, montadas en un lateral de la caldera o en el frente de la caja de humos.
Una alternativa al freno de aire fue el freno de vacío, donde se empleaba un aspirador-eyector, accionado por el vapor, en lugar de la bomba de aire. Se usaba un segundo eyector para mantener el vacío, con una bomba de menor potencia, accionada por el pie de biela, para ahorrar vapor. El freno de vacío tuvo, en general, menos implementación que el de aire.

### Engrase
Los pistones y las válvulas de las primeras locomotoras los engrasaba el maquinista, con la locomotora parada, simplemente vertiendo algo de grasa por la tobera de escape del vapor en la caja de humos. Cuando aumentó la velocidad y las distancias entre paradas, se diseñaron mecanismos para inyectar aceite mineral en la corriente de vapor que se dirigía a los cilindros. El primero fue un engrasador de desplazamiento montado en la cabina, al que llegaba un fino conducto con vapor. El conducto se bifurcaba en forma de T hasta un contenedor hermético con aceite. El vapor que llegaba a ese contenedor se condensaba en agua, más densa que el aceite y que se depositaba en la parte inferior, desplazando al aceite, que penetraba así en el conducto del vapor, mezclándose con él y continuando su viaje hacia la admisión de vapor de los cilindros para lubricarlos. El engrasador disponía, generalmente, de un tubo de vidrio en el conducto para comprobar que salía aceite hacia los cilindros. Más tarde se empleó una bomba mecánica, accionada desde uno de los pies de biela. En ambos casos el flujo de aceite era proporcional a la velocidad de la locomotora.
Otros componentes como los cojinetes de los ejes o los pivotes de los bojes se lubricaban por capilaridad, llegando a ellos el aceite desde depósitos dispuestos al efecto. Para lubricar los cojinetes de la tija de la manivela, pie de biela y barras de acoplamiento, se disponían sobre ellos unos pequeños recipientes con forma de copa que tenían unos conductos por los que llegaba el aceite hasta la superficie de fricción de los cojinetes.

### Topes y apartavacas
Las locomotoras cuentan con enganches delante y detrás para acoplar los vagones a remolcar. Generalmente se colocaron topes en los extremos de las locomotoras para absorber los impactos menores y proporcionar un soporte para los esfuerzos de empuje. 
En América se dispuso en el extremo frontal una estructura metálica inclinada, destinada a desviar los posibles obstáculos que pudieran encontrarse delante del tren. Originalmente fue bastante grande y tenía el propósito de arrojar fuera de la vía a cualquier res de ganado, por lo que fue apodada "apartavacas". Todo el diseño y estudio del caso fue realizado por Charles Babbage.

### Luz frontal
Cuando las locomotoras comenzaron a operar de noche, las compañías de ferrocarril equiparon a las locomotoras con luces para que el maquinista pudiera ver lo que hubiera delante del tren o para que la locomotora fuera vista. Originalmente las luces frontales fueron candiles de aceite o lámparas de acetileno, pero cuando se pudo disponer de iluminación eléctrica, esta desplazó a los antiguos candiles, disponiéndose pequeños generadores eléctricos accionados por el vapor.

### Areneros

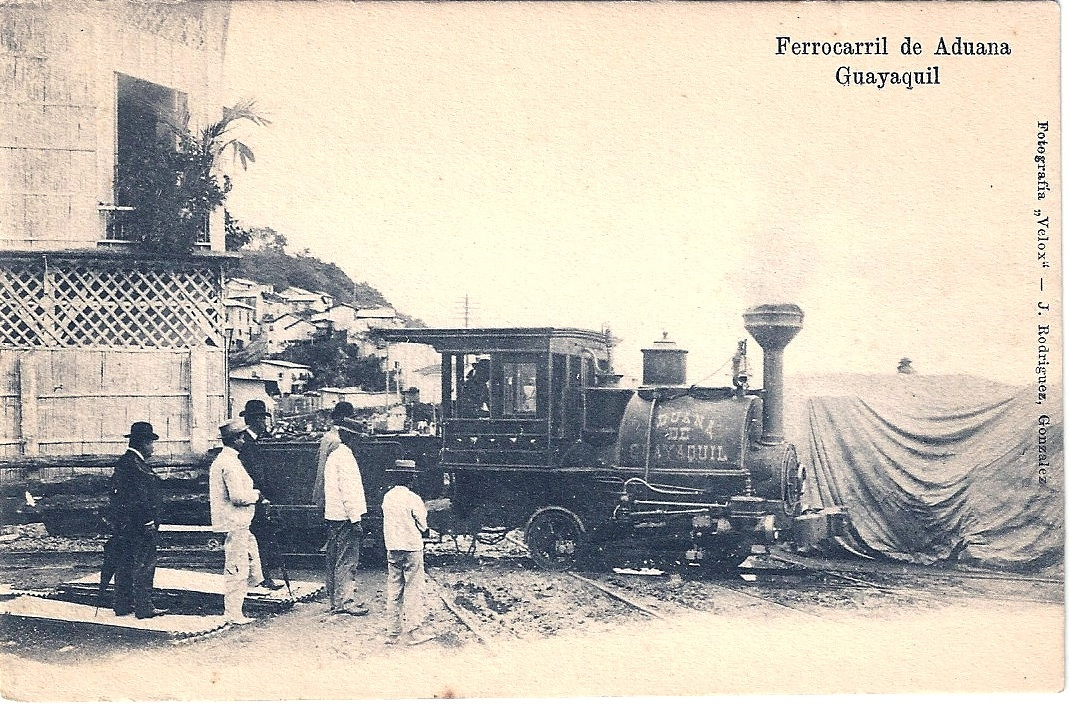
Locomotora con arenero, campana y tanque de agua sobre la caldera. Tarjeta postal de Guayaquil (Ecuador), hacia el año 1903.

En algunas ocasiones era necesario mejorar la adherencia de las ruedas motrices y evitar que patinaran sobre los carriles, como por ejemplo cuando existía hielo sobre ellos o al iniciar la locomotora su marcha. Para ello se recurría a verter arena sobre el carril. La arena era conducida desde un depósito por medio de un conducto que la depositaba justo delante de la rueda en el sentido de la marcha. Se emplearon varios sistemas para accionar el vertido de la arena; el más sencillo, una válvula situada bajo el depósito arenero que se accionaba desde la cabina. Pero como la válvula podía atascarse con facilidad, se recurrió también a eyectores de aire comprimido procedente de la bomba del freno o a eyectores de vapor, que succionaban la arena hacia el conducto de vertido. Como era conveniente que la arena se encontrara seca para evitar atascos, en muchas locomotoras se dispuso el depósito arenero sobre la caldera, en los llamados domos areneros, para que el calor la conservara seca, al mismo tiempo que se mantenía alejada de la maquinaria.

### Campanas y silbatos
Desde sus primeros tiempos se equipó a las locomotoras con campanas y silbatos. Las campanas fueron más propias de Estados Unidos y Canadá, para advertir del movimiento del tren. Los silbatos se utilizaban para dar señales a los empleados y advertir del peligro a las personas cercanas a la vía.

## Fabricación de locomotoras

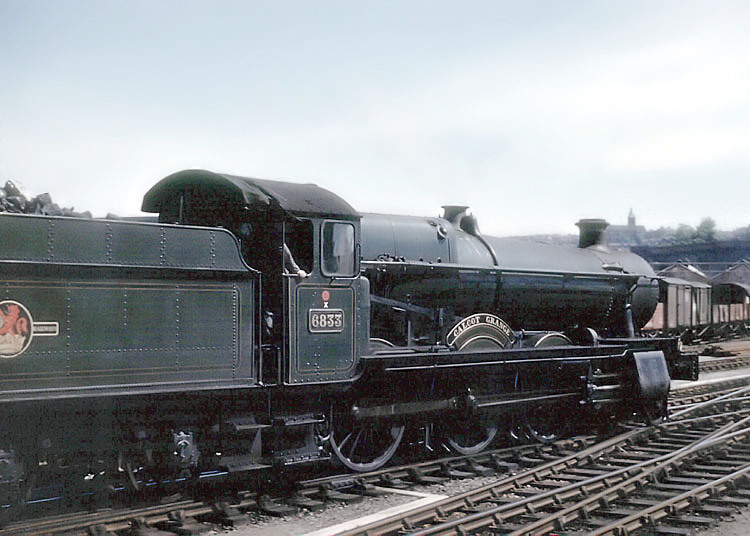
Una locomotora tipo "2-6-0", en Bristol (Inglaterra).

Generalmente los ferrocarriles encargaban locomotoras, adaptadas a sus necesidades, a empresas especializadas. Pero los ferrocarriles también tenían talleres propios, capaces de acometer reparaciones de gran envergadura, y algunos fabricaron en ellos sus propias locomotoras. Asimismo era corriente que un ferrocarril vendiera a otro un grupo de locomotoras usadas, de segunda mano.
Las locomotoras requerían tareas de mantenimiento e inspección periódicas, a veces a intervalos regulares establecidos por la administración estatal. Durante el mantenimiento no era raro que la locomotora resultara modificada, añadiéndole nuevos dispositivos o eliminando otros que no eran satisfactorios. Se sustituían incluso calderas, cilindros y, en definitiva, casi cualquier parte de la locomotora.

## Clasificación de las locomotoras de vapor
Las locomotoras a vapor se clasifican por la disposición de sus ejes. Para ello se representa a cada grupo de ejes con un número. Se tiene en cuenta (por este orden) el número de ejes delanteros o conductores, el de ejes motrices y el de ejes traseros o de arrastre.
Así, por ejemplo, una locomotora con dos ejes delanteros, tres ejes para ruedas motrices y un eje posterior, es una locomotora 2-3-1. Diferentes disposiciones recibían nombres que generalmente reflejaban el primer uso que se había dado a esa disposición. Así, por ejemplo, una locomotora tipo "Santa Fe" era una locomotora 1-5-1 porque la primera que se construyó con esa disposición de ejes, lo fue para el ferrocarril "Atchison, Topeka y Santa Fe", a menudo abreviado como "Santa Fe" y que fue uno de los más largos de Estados Unidos. 
En la mayoría de los países angloparlantes y de la Commonwealth se utilizó de forma preponderante la notación Whyte para categorizar las locomotoras de vapor, en la que se tiene en cuenta el número de ruedas en lugar del número de ejes. Así, por ejemplo, una locomotora 2-10-2 en la notación Whyte, es una locomotora 1-5-1 si se la clasifica según el número de ejes.
Otras formas de clasificar las locomotoras son:
- clasificación UIC (también conocida como clasificación alemana y clasificación italiana)
- clasificación italiana
- clasificación AAR
- clasificación francesa
- clasificación turca
- clasificación suiza

## Tipos de locomotoras

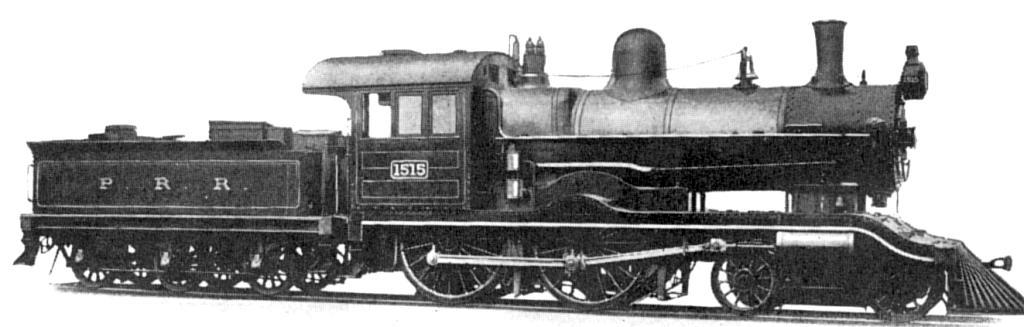
Locomotora compound.

- Locomotora compound. La del sistema de este nombre en la cual el vapor obra a plena presión en un primer cilindro y se distiende en seguida en un segundo cilindro. Con su empleo no es necesario el acoplamiento de ejes pues cada cilindro puede accionar directamente uno de ellos.
- Locomotora ténder. La que lleva consigo el carbón. Solo se emplea en trechos pequeños o para las maniobras de las estaciones.
- Locomotora de vía estrecha. Se llaman así las máquinas que circulan por este tipo de vías. Se considera vía estrecha a aquella que tiene menos de 1.435 mm. La mayoría de las vías estrechas existentes tienen 1.067 mm o menos.

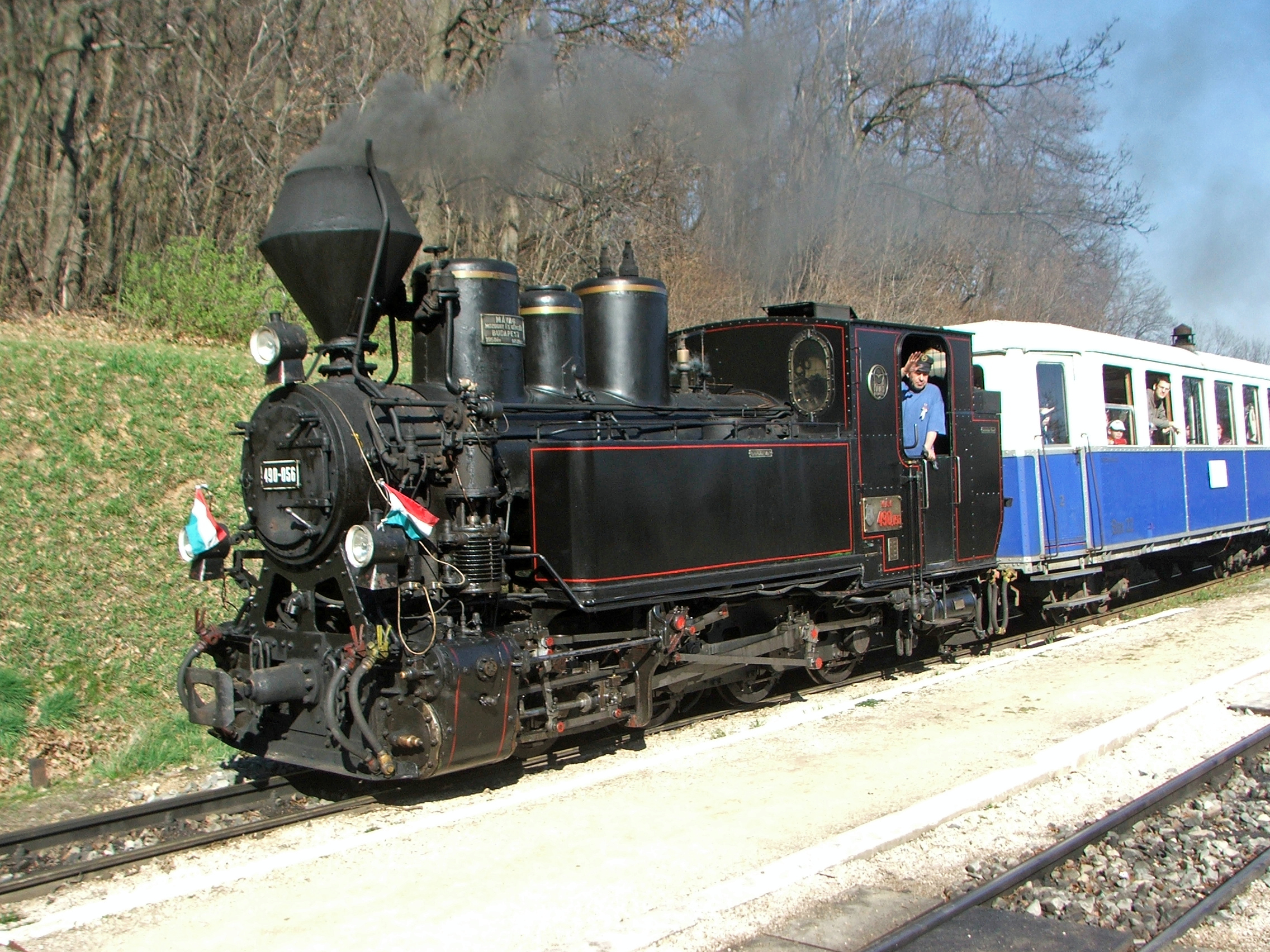
Locomotora de vía estrecha.

- Locomotora de vía estrecha. Locomotora de mercancías. La más larga y pesada. Posee varios ejes acoplados con ruedas de alrededor de 1,3 m, y se utiliza para baja velocidad y gran fuerza de tracción.
- Locomotora de viajeros. La caracterizada por el empleo de grandes ruedas de casi dos metros de diámetro con dos ejes acoplados. Un tercer eje libre lleva dos ruedas pequeñas o bien un boje con cuatro ruedas móviles alrededor de un tornillo maestro. Pesa de 30 a 40 toneladas y está provista de freno maestro.
- Locomotora mixta. La destinada a remolcar trenes mixtos. Posee generalmente tres ejes acoplados con ruedas de 1,50 m. Pesa unas 40 toneladas y también lleva freno instantáneo.[1]

## Rendimiento de las locomotoras
Se utilizaban generalmente dos tipos de medidas para definir el rendimiento de las locomotoras. Al principio se las clasificaba por su esfuerzo de tracción: la máxima fuerza ejercida por la locomotora para arrastrar el tren. Esto podía calcularse, aproximadamente, multiplicando el área total del pistón por la presión de la caldera y dividiendo por el cociente entre el diámetro de la rueda motriz y el recorrido del pistón. El esfuerzo de tracción es el principal factor para catalogar a una locomotora en términos de cuán pesado es el tren que puede arrastrar por una zona concreta. Al entrar en el siglo XX comenzó a considerarse que el esfuerzo de tracción no era la medida más adecuada del rendimiento porque no tenía en cuenta la velocidad, y las locomotoras empezaron a medirse por la potencia que desarrollaban. Se emplearon varias fórmulas para calcularla pero, en general, las compañías de ferrocarril utilizaron los llamados vagones dinamométricos para medir la potencia real, con la locomotora en marcha.
Dadas unas proporciones adecuadas del resto de la locomotora, la potencia resultante viene determinada por el tamaño del fuego y, por lo tanto, por el área de la parrilla del hogar. La fuerza de tracción, como se ha indicado anteriormente, viene determinada por la presión de la caldera, las proporciones del cilindro y el tamaño de las ruedas motrices. Sin embargo, también está limitada por el peso sobre las ruedas motrices (denominado peso adherente), que ha de ser al menos cuatro veces el esfuerzo de tracción.
A finales del siglo XIX, en las locomotoras de trenes de mercancías se consideraba el esfuerzo de tracción; mientras que en las de pasajeros se valoraba más la velocidad. Las locomotoras de mercancías aumentaron el número de ejes motrices, mantuvieron un boje delantero de un solo eje y, cuando ya en el siglo XX, el gran aumento de tamaño del hogar hizo que este ya no pudiera acomodarse sobre las ruedas motrices, colocaron un bisel trasero para proporcionar apoyo. Las locomotoras de trenes de pasajeros tenían, generalmente, un boje delantero de dos ejes para mejorar el trazado de las curvas a cierta velocidad, menos ejes que las de mercancías y ruedas motrices muy grandes para que las piezas con movimiento de vaivén no tuvieran que realizarlo a una velocidad excesiva.
En los años 1920, la atención en los Estados Unidos se centró en la potencia. Los trenes de mercancías debían desplazarse a mayor velocidad y los de pasajeros debían arrastrar un mayor peso manteniendo la velocidad. El tamaño de las parrillas y hogares aumentó sin producirse cambios en el resto de la locomotora, forzando al bisel trasero a incorporar un segundo eje, de modo que las de mercancías 2-8-2 (notación White) se convirtieron en 2-8-4 y las 2-10-2 en 2-10-4. De la misma manera, las de pasajeros 4-6-2 se convirtieron en 4-6-4 y se desarrolló una configuración de locomotora de doble propósito, la 4-8-4, que podía utilizarse tanto para el servicio de mercancías como para el de pasajeros.

## El final de la era del vapor

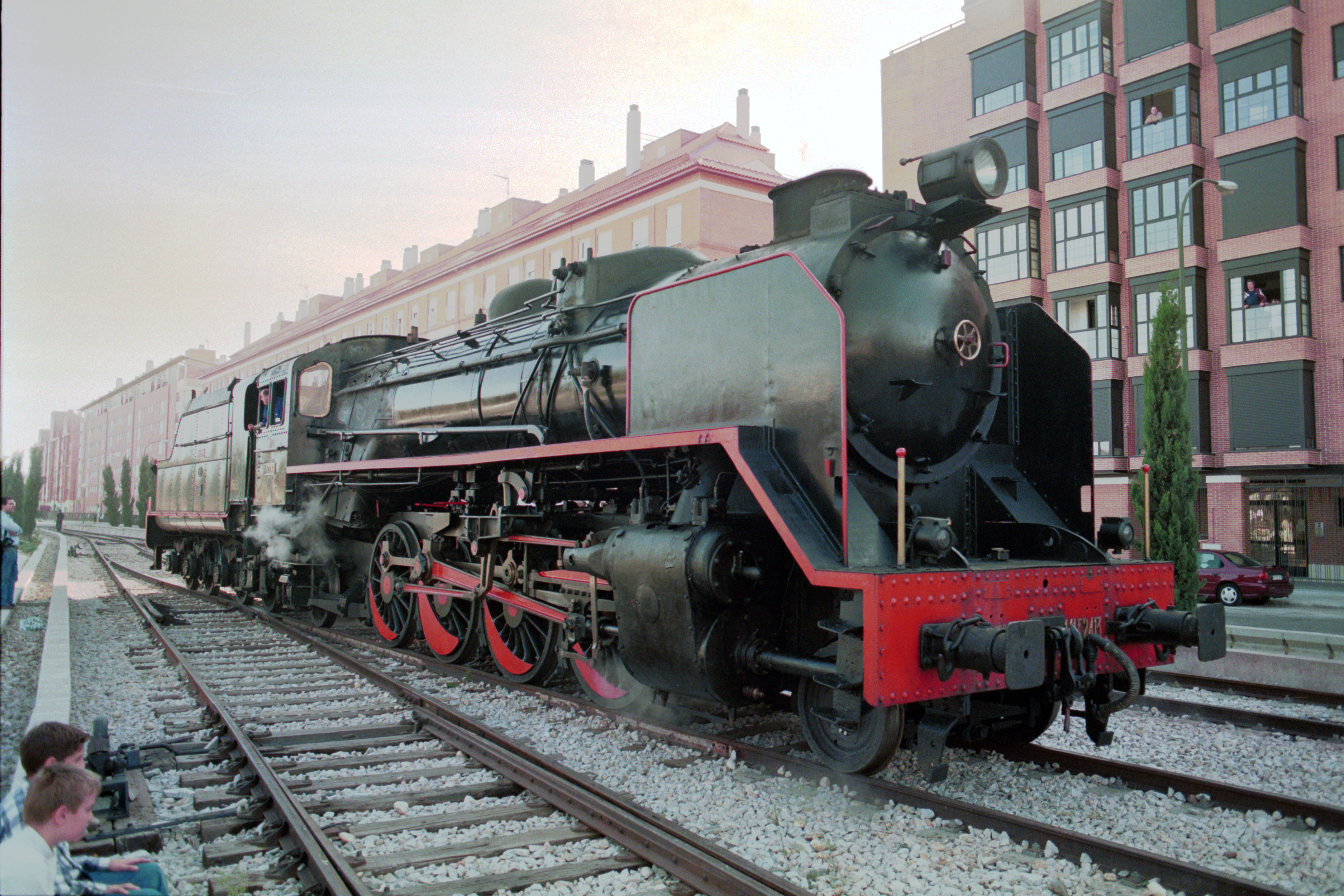
Locomotora Mikado, utilizada por Renfe.

La aparición de las locomotoras diésel-eléctricas en la primera parte del siglo XX aceleró el final de las locomotoras de vapor. No obstante, se emplearon en América del Norte y Europa hasta mediados del siglo y continuaron siendo utilizadas en otros países hasta el final del siglo XX. Aunque pueden ser máquinas bastante sencillas y adaptables a una gran variedad de combustibles, son menos eficientes que los motores diésel o eléctricos y requieren un mantenimiento constante que implica un trabajo considerable. Se debe suministrar agua en muchos puntos a lo largo del recorrido, lo que representa un problema en áreas desérticas o donde el agua de la zona no resulta adecuada. El mecanismo de vaivén de la biela hace que los esfuerzos sobre las ruedas motrices se apliquen a tirones y que estas golpeen los rieles y los desalineen, haciendo necesario más trabajo de mantenimiento de las vías. Las locomotoras de vapor requieren varias horas de calentamiento de la caldera con el fuego encendido antes de que puedan ser operativas, y al final de la jornada seguir un procedimiento para retirar las cenizas y limpiar la escoria adherida a la parrilla. A diferencia de las locomotoras diésel o eléctricas, cuya puesta en funcionamiento y parada al final del trabajo resulta mucho más rápida y sencilla. Por último, el humo que emiten las locomotoras de vapor puede resultar objetable.

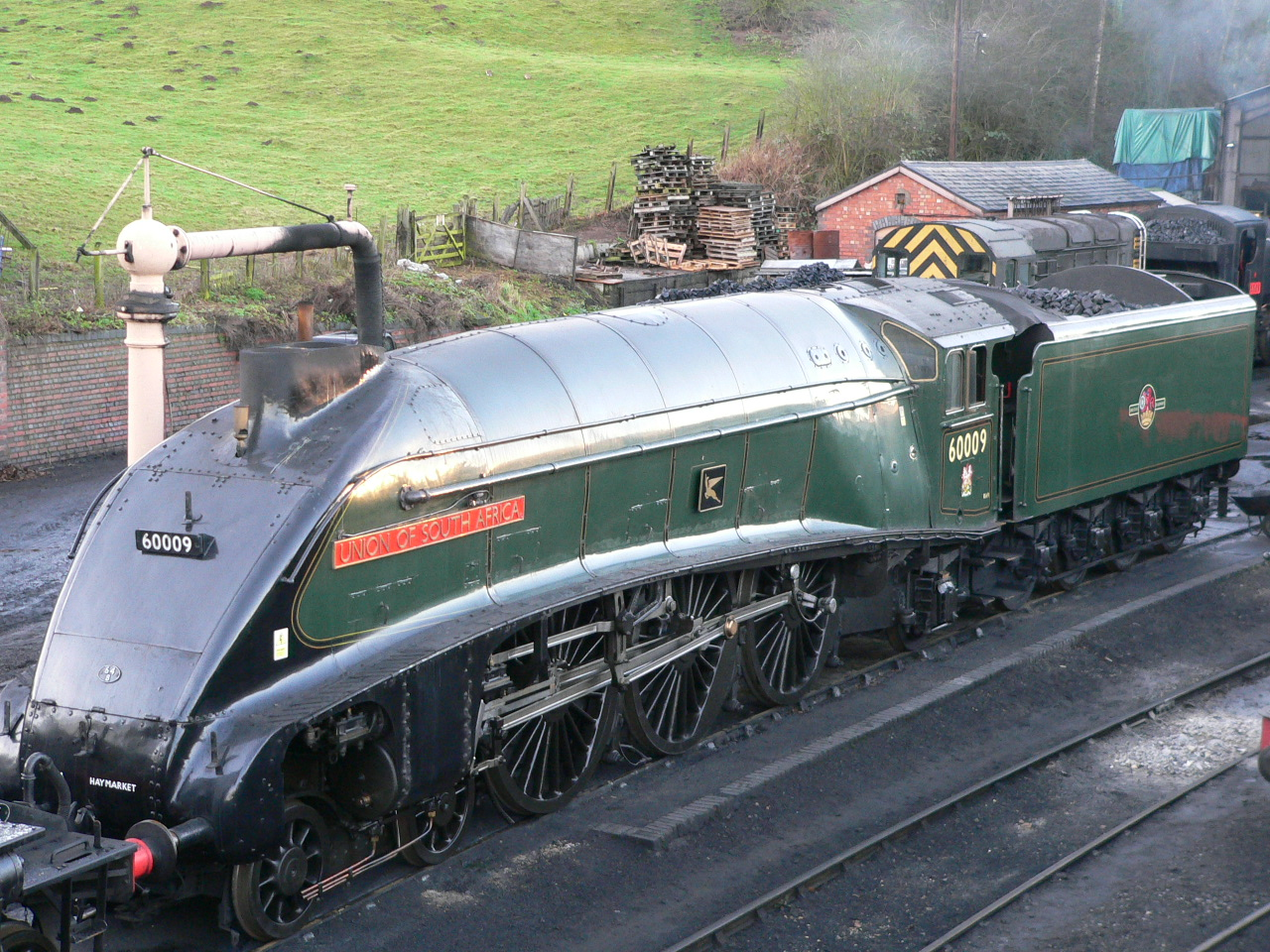
Locomotora Union of South Africa.

Se ha calculado que el coste en mano de obra y carburante de una locomotora de vapor supera en unas dos veces y media al de una diésel y el kilometraje diario es mucho menor. Hacia el final de las décadas de los sesenta o setenta, la mayoría de los países occidentales ya habían reemplazado totalmente a las locomotoras de vapor en el servicio de pasajeros, pero en el de mercancías se tardó algo más. En India se produjo el cambio de trenes de vapor a los impulsados por motores diésel y eléctricos en la década de los ochenta. En algunas regiones montañosas de gran altitud se continúan usando locomotoras de vapor porque se ven menos afectadas por la reducida presión atmosférica que los motores diésel.
En algunos países el vapor continuó siendo ampliamente utilizado y llegó hasta el final del siglo XX. Las locomotoras diésel eran relativamente caras y en algunas zonas los costes de la mano de obra no eran grandes. Por otra parte, la carestía del petróleo otorgó a otros combustibles cierta ventaja. Un embargo petrolífero combinado con la abundancia de carbón local barato indujo a Sudáfrica a continuar usando locomotoras de vapor hasta los años noventa. China siguió construyendo locomotoras de vapor para sus ferrocarriles hasta finales de siglo e incluso fabricando unos pocos ejemplares para actividades turísticas de Estados Unidos. En 2006, DLM AG (Suiza) continúa fabricando locomotoras nuevas de vapor.
Las enormes subidas de precio del combustible diésel motivaron varias iniciativas para hacer resurgir el vapor, ninguna de ellas con éxito. En los comienzos del siglo XXI, la locomotora de vapor solamente reina en algunas regiones aisladas como en Corea del Norte[cita requerida] y en actividades turísticas.